# Palazzo di Giustizia (Triest)

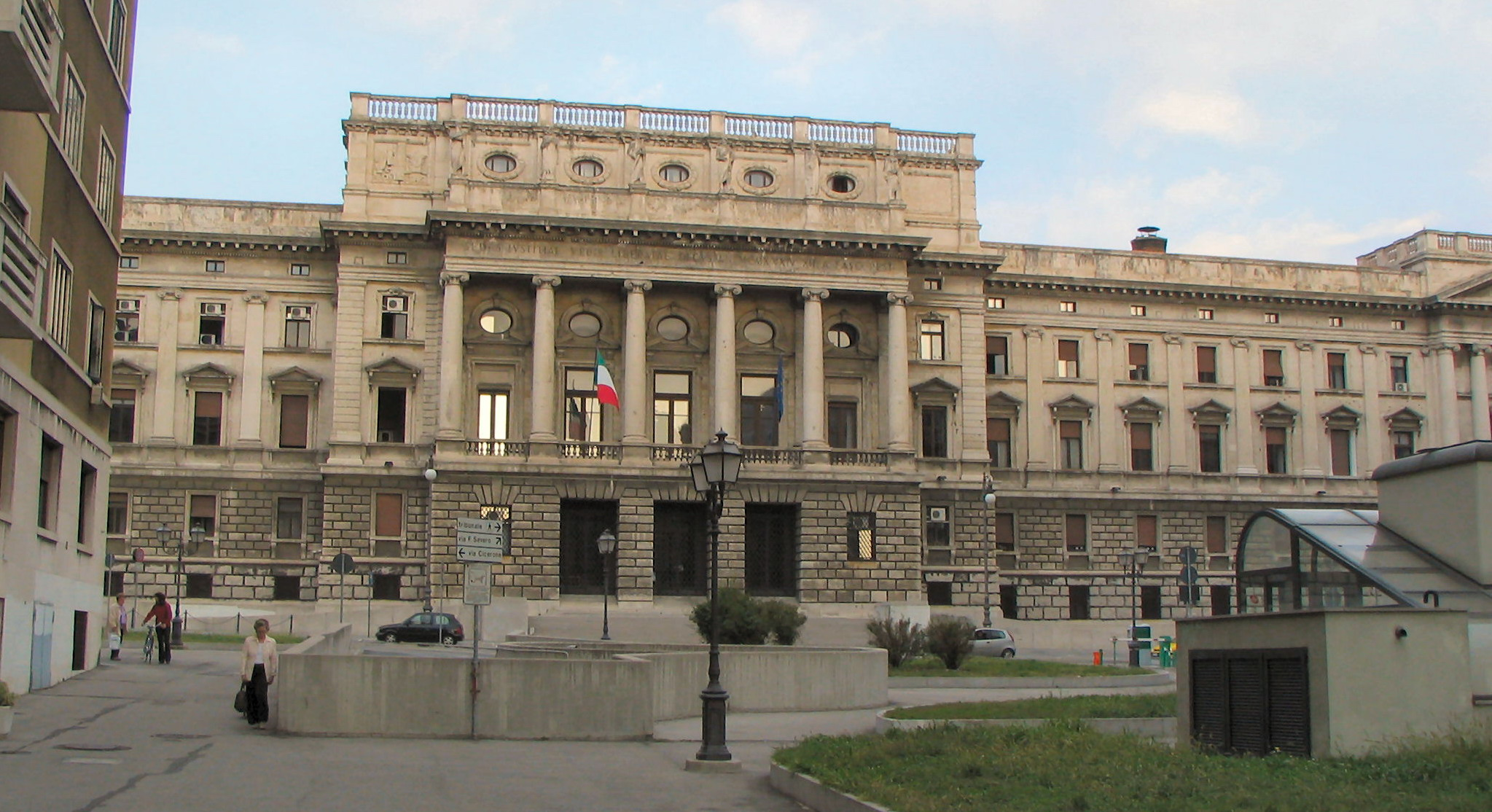
Palazzo di Giustizia in Triest

Der Palazzo di Giustizia ist ein Palast aus dem 19. Jahrhundert in Triest in der italienischen Region Friaul-Julisch Venetien. Das Gebäude liegt in der Via Foro Ulpiano 1.

## Geschichte

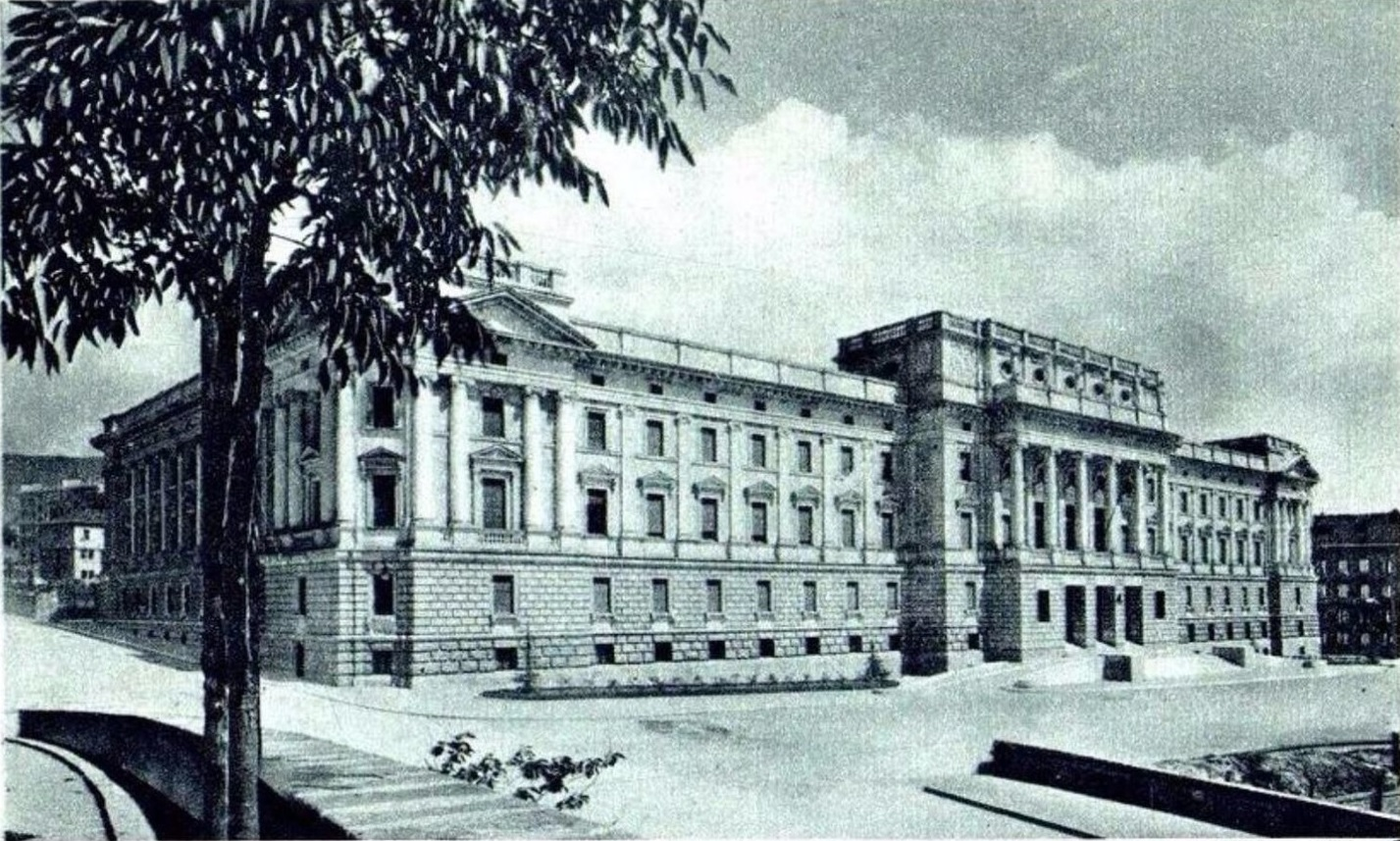
Palazzo di Giustizia um 1930

Im Februar 1895, zu Zeiten des österreichisch-ungarischen Kaiserreichs, begannen die Finanzkammer der Provinz Triest und der Stadtrat, sich über den Bau eines gemeinsamen Komplexes Gedanken zu machen, in dem alle Gerichtsbüros, die Gefängnisse und das Archiv der Tabellenbücher Platz finden würden, die zu dieser Zeit an verschiedenen Stellen der Stadt untergebracht waren, z. B. in der Via Santi Martiri (heute Via Duca d’Aosta), der Via della Sanità (heute Via Armando Diaz) und im Palazzo Bordeaux. Die österreichische Regierung bat die Stadt Triest um wirtschaftliche Unterstützung für diesen Zweck; diese erklärte sich nach anfänglicher Ablehnung wegen Geldmangels dazu bereit, dem Schatzamt des Souveräns ein Grundstück von 37.214 m² Fläche zum reduzierten Preis von 324.919 österreichisch-ungarischen Forint zu verkaufen. Der Kaufvertrag wurde am 25. Juli 1898 unterschrieben.
Das Projekt eines imposanten und pittoresken Justizpalastes, konzipiert wie ein Gebäude an der Wiener Ringstraße, wurde von Architekten A. Spinnler von der Bauabteilung für Justizpaläste in Marburg an der Drau durchgeführt, während die Skizzen und Zeichnungen für die Ausführung der Fassaden vom italienischen Architekten „Enrico Nordio“ ausgearbeitet wurden.

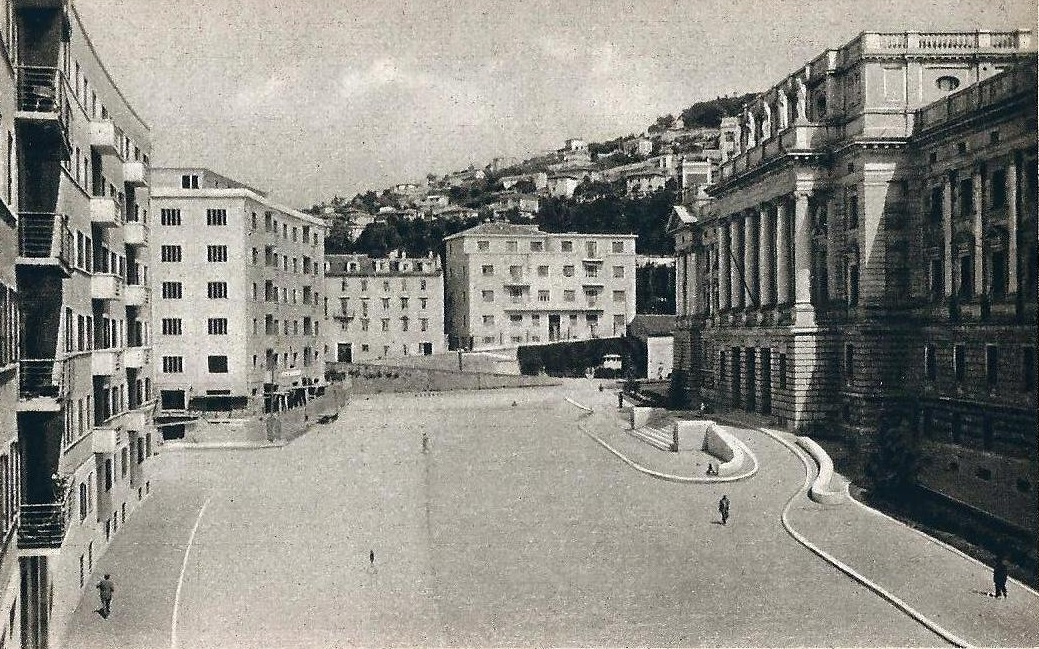
Das Foro Ulpiano vor dem Justizpalast

Die Bauarbeiten begannen Ende 1912 an einem Platz, der damals Piazza dei Foraggi oder Piazza del Fieno hieß. Die Gefängnisse wurden auf der Rückseite des Gebäudes gebaut, in der Via della Fontana in der Nähe der Caserma dell’ex Gendarmeria und der militärischen Stallungen: Sie wurden 1913 fertiggestellt und beherbergten die ersten Insassen ab dem 4. Juli 1914.
Der Ausbruch des Ersten Weltkrieges unterbrach die Bauarbeiten, die erst 1919 und in einer vollkommen veränderten sozio-politischen Umgebung wiederaufgenommen wurden. Und so stellte die Regionsregierung von Julisch Venetien (ein Organ des Militärs mit ziviler Macht, ein erster Ausdruck einer nationalen Regierung) das ursprüngliche Projekt zur Diskussion, weil dieses einen architektonischen Stil zeigte, dem mit dem künstlerischen Geschmack Italiens nicht übereinstimmte: Auf diese Weise wurde ein Wettbewerb abgehalten, um den architektonischen Teil des Gebäudes zu überarbeiten, die Fassaden, die Zierelemente, die Innenräume und die Treppen; daran nahmen Ruggero und Arduino Berlam, Ludovico Braidotti und Enrico Nordio teil; letzterer gewann ihn. Das Projekt Nordios wich nicht allzu sehr vom ursprünglichen System ab, da die Bauarbeiten schon so weit fortgeschritten waren, dass von einem Abriss abgeraten werden musste, sowohl wegen der exzessiven Kosten als auch der Dringlichkeit des Abschlusses der Arbeiten. 1924 strich der Stadtrat zur Beschleunigung der Ausführung die Zierkomponenten, die Verkleidungen der Fassaden und die Statuen auf dem Traufgesims aus dem Projekt; letztere wurden erst nach der Einweihung des Palastes angebracht.

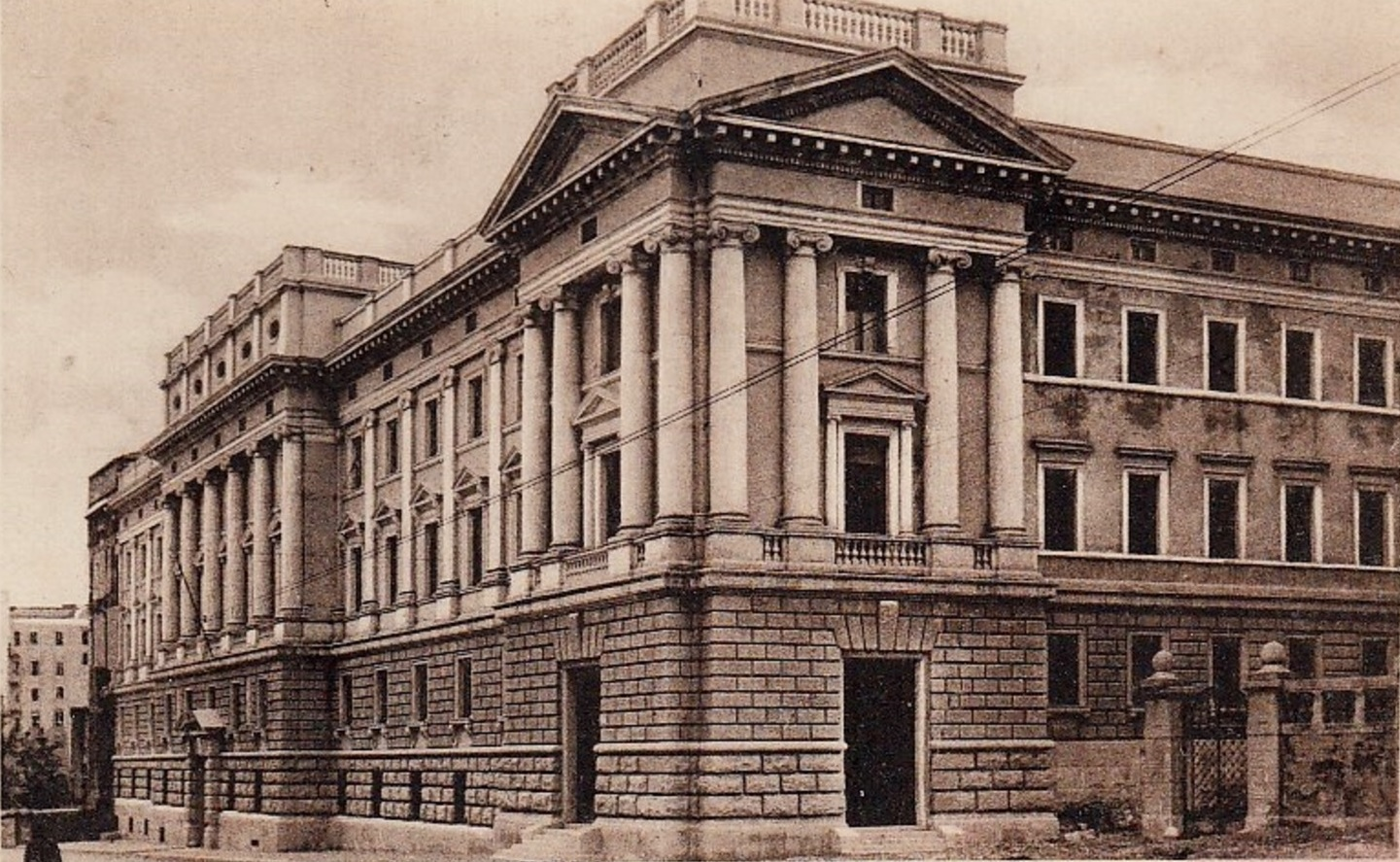
Seitenansicht

Am 27. Oktober 1929 wurde der Justizpalast vom Siegelbewahrer Alfredo Rocco offiziell eingeweiht, auch wenn die Büros der Justiz erst fünf Jahre in Betrieb gingen.
Nach dem Waffenstillstand am 8. September 1943 wurde der Palast am Foro Ulpiano von den Nazis requiriert, die ihn zum Sitz des Commissariato per il Litorale Adriatico (dt.: Kommissariat für das adriatische Küstenland) machten, wobei sie auch ein dichtes Netz von unterirdischen Gängen installierten, um das Gebäude mit der Villa Ara, der Residenz der höchsten nationalsozialistischen Amtsträger, zu verbinden. Das Gericht wurde dagegen in einen Palast in der Via Donadoni (heute Scuola Gaspardis) transferiert. Nach der Befreiung von Triest am 2. Mai 1945 wurde der Justizpalast anfangs vom jugoslawischen Kommando belegt. Nach dem Übergang der Verwaltung von Triest an das alliierte Militärkommando wurden die Justizbehörden wieder in den Justizpalast zurückverlegt.

## Beschreibung

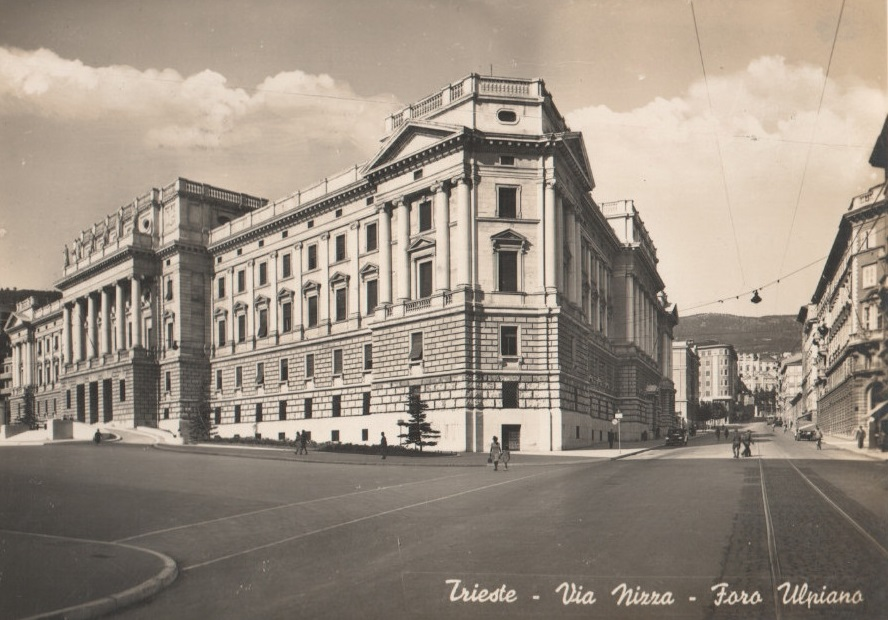
Via Nizza und Foro Ulpiano

Das Gebäude belegt einen ganzen Block und hat vier Stockwerke. Der Mittelteil der Hauptfassade zum heutigen Foro Ulpiano springt leicht vor und hat Ziersäulen aus weißem Stein, die das Dachgeschoss des Palastes stützen. Auf der Terrasse stehen sechs 3,2 Meter hohe Monumentalstatuen, die jeweils 3 Tonnen wiegen; sie zeigen bekannte Juristen aus dem alten Rom: Ulpian, Papinian (geschaffen von Marcello Mascherini) und Salvius Iulianus, Gaius und Paulus Aulo (Werke von Franco Asco).
Der Palazzo di Giustizia von Triest hat 324 Räume, die es ermöglichen in einem einzigen Komplex das Appellationsgericht, die Procura della Repubblica (dt.: Staatsanwaltschaft der Republik Italien), die Procura Generale (dt.: Generalstaatsanwaltschaft), die Procura per i Minorenni (dt.: Jugendstaatsanwaltschaft), das Gericht und das Jugendgericht, die Einheitsstelle für Zustellungen, Ausführungen und Einsprüche, das Notariatsarchiv, die Rechtsanwaltskammer, ein Kommissariat der Polizia di Stato, eine Bankfiliale und eine Bar unterzubringen. Lediglich der Friedensrichter und das Aufsichtsgericht befinden sich in anderen Gebäuden, allerdings in der Nähe, in der Via Coroneo.

## Im Fernsehen
Aufnahmen des Innenhofes sind im Vorspann des Fernsehprogramms Un giorno in pretura des Senders RAI enthalten, der darüber hinaus verschiedene Miniserien im Inneren des Justizpalastes gedreht hat, darunter Senza confini, Amanti e segreti und Io e mio figlio – Nuove storie per il commissario Vivaldi.